# Дмитрушки
Дмитрушки (кол. Дмитрівське) — село в Україні, в Уманському районі Черкаської області, адміністративний центр Дмитрушківської сільської громади. Розташоване на обох берегах річки Яр Кошари (притока Уманки) за 8 км на північний схід від міста Умань та за 3 км від автошляху М05. Населення становить 1 971 особа (станом на 2023 р.).

## Географія
За фізико-географічним районуванням село Дмитрушки розташоване у центральній частині Правобережного Лісостепу України.
Площа територіальних меж колишньої сільської ради складає 3092,4 га, села — 591 га.
Населення станом на 2023 рік — 1971 осіб. У тому числі працездатного населення — 1043, пенсіонерів — 556, дітей — 350.
Висота над рівнем моря — 213 м.
Середня багаторічна температура повітря складає +7,4 °C.
Загальна тривалість вегетаційного періоду складає 200—212 днів. Період активної вегетації триває 160—165 днів.
Кількість опадів коливається в межах від 550 до 700 мм за рік. Найбільша кількість опадів (65—75 %) випадає з квітня по вересень.
Ґрунти на території села різні і представлені реградованими чорноземами, темно-сірими лісовими опідзоленими, темно-сірими слабкозмитими лесовими ґрунтами, лучно-болотистими ґрунтами і ґрунтами початкової стадії ґрунтоутворення. Кислотність ґрунтів (рН) знаходиться у межах від 6,7 до 7,1. Вміст гумусу складає 2,79—3,97 %.

## Історія

### Давня історія села
На території Дмитрушок виявлено археологічні пам'ятки доби бронзи та черняхівської культури, виявлені залишки залізоплавильних печей. Це свідчить, що життя тут вирувало ще задовго до нашої ери. За часів Київської Русі тут жили уличі і, як стверджує математик Г. П. Бевз, в ІІ ст. н. е. тут кочували кумани.
Коли засноване село, точно невідомо. Писемні згадки датуються вже лише 17 століттям. Тоді наші території, які входили до так званого «пустира» Умань були подаровані польському магнату Мартину Калиновському. Північну частину цієї землі він наділив своєму підданому сміливцю Дмитру. Від нього поселення дістало назву Дмитрівське.
Серед жителів була поширена ще й така легенда.
Низовинна частина села заселялась відірваними, роз'єднаними хуторами. Такий хутір належав двом братам, один із яких звався Дмитро. Дмитро швидко розбагатів, мав навіть декілька наймитів. Хутір, де жив Дмитро, почав розширюватись та заселятись. Його стали називати Дмитрівський. Очевидно, тоді і склалося два поселення. 
В XVIII — в першій половині ХІХ століття існувало два села. В обох селах були дерев'яні храми. Збереглися відомості про те, що один із храмів був побудований в 1816 році. Села належали до володінь Потоцьких, а коли Олександра Потоцького позбавили маєтків за участь у польському повстанні, стали державними. Тут були запроваджені військові поселення, так звана «аракчеївщина». До цих пір у селі збереглися народні назви вулиць: вища ленія, нижча ленія.
В 1842 році села об'єдналися. На той час тут проживало 1402 жителів. В цьому ж році побудовано церкву святих Петра і Павла, яка мала 35 десятин землі і знаходилася на сучасній вулиці Пирогова. Її будівля була також дерев'яною. До неї входило 398 дворів, 6 вітряків. В 1905 році було розпочато будівництво теперішнього храму, який закінчили в 1910 році. У будівництві брали участь усі жителі села під керівництвом знавця будівельної справи Ксенія Шмалька. Будівельники були найняті з Росії. Храм побудований із цегли, критий залізом, із дзвіницею. Розміщувався він на підвищенні в центрі села. Із 1870 року в селі працювала церковно-приходська школа. Строк навчання — три роки. В ній навчалося 80 учнів. У 1908 році поряд із новим зведеним храмом побудували і новий будиночок церковно-приходської школи (пізніше у ньому розміщувалося майстерня середньої школи, а зараз це приміщення зруйновано). У 1914 році було побудоване приміщення земської школи, де було чотири класи і необхідне обладнання. Першим завідувачем земської школи був І. В. Кулаківський. До 1917 року село було під назвою Дмитрівське, а в 1917 році перейменовано на Дмитрушки. В селі налічувалось 310 хат, всі вони були глиняні, під соломою. Дві школи — церковно-приходська початкова, з трирічним навчанням і чотирьохкласна земська — проіснували до 1918 року. У 1922 році освітні заклади об'єднали і утворили школу з семирічною освітою.

### Період будівництва соціалізму
У селі, поряд із радами чоловіків, утворились жіночі ради. Жіноча рада містилась у будинку, де колись був автоклуб. Тим часом, бідні селяни почали поділ землі, відбираючи її у багатіїв. Для розподілу землі, були створені комбізи. Найбільш активними членами комбізів були: Стародуб Анастасія, Однороженко Ялихта, Подолянець Кирило та інші. Очолював активістів Кравченко Іван Микитович.
До 1920 року тривав поділ землі: скільки членів сім'ї, так відповідно ділили землю. Припадало по 3-4 десятини. Земля була поділена, але бідняки не могли обробляти її, бо знарядь праці в них не було. Тоді вони почали найматись до багатих селян, щоб ті дали чим обробляти землю. З'явились наймити. Комбіди існували до 1920 року. Потім почали створюватись товариства спільного обробітку землі (тсози). В селі було три таких організації: «Червоний шлях», «Червона зірка», «Жовтень». Їх організовували Діденко Микола Іванович, Кравченко Іван Микитович, Джумига Марко П., Лисенко Артем А., Лисенко Іван А. Біднота з тсозу «Червоний шлях» у 1925 році склали гроші і купили трактор «Універсал». Його випустив Путіловський завод. Це було просто диво. Коли «Універсал» їхав до села, то із Уманської слобідки люди бігли подивитись на нього. Цим трактором керував голова комбіду, перший організатор радянської влади в селі Дмитрушки — Кравченко Іван Микитович. Члени тсозу разом почали обробляти землю. Зібраний урожай ділили між собою.
На початку 1930 року в селі почали проводились мітинги, на яких закликали створювати колгоспи. Тоді тсози об'єдналися — утворилося 2 колгоспи: ім. Й. Сталіна та ім. Яковлєва, який згодом перейменували ім. Ворошилова.
Першим головою колгоспу ім. Сталіна був Новокацький, потім став Іванов (25-тисячник). Головою Ради селянських депутатів був Бойко. Організували колгоспи: Кравченко І. М., Дубчак Ф. І., Чернега Д. І., Джумига М. П., Лівшун М. Ю., Дарієнко І. С.
Спочатку в колгоспах не було нічого. Люди здавали свій реманент, насіння, худобу. У цей час у м. Умані (будинок сучасного кооперативного коледжу), знаходилась партійна школа. Завідувачем партшколи був Труш. Вони стали шефами села.
У 1931—1932 році в селі проходило розкуркулення. Понад 20 сімей було вислано за межі села. Розкуркуленню підлягали господарі, у яких хати були, як тоді казали, криті залізом, хто мав статки, чи швейну машинку. Бебешко Євдокія Андронівна розповідала, що у її сім'ї було 9 дітей. Батьки мали 5 гектарів поля, пару коней і корову. Про достаток годі було й говорити. Одяг і взуття менші доношували із старших, але голодними не були. Коли їх «розкуркулили» в 1930 році, то батька, Бебешка Андрона Дмитровича, зразу забрали в тюрму, а потім вислали в Архангельськ. Дітей із матір'ю вигнали з хати і вислали аж у Нижній Тагіл. Такою була доля всіх «розкуркулених».

### Село в період Голодомору 1932—1933 років
Складною була посівна кампанія 1932 року. Не вистачало тяглової сили. Хоч у селі було уже кілька тракторів, які часто виходили з ладу, проте запчастин до них було недостатньо.
У Дмитрушках не було такого дня, коли б не померло 5-6 чоловік від голоду. Проте цей голод вдалося зупинити. Прихід літа, своєчасна допомога відвернули голод, але ненадовго.
Взимку 1933 у нашому селі знову почали люди пухнути і вмирати від голоду. Свого піку голод досяг навесні. Померло багато людей. Були такі хати, де вимерли всі. Виживали, за свідченням очевидців, ті, у кого була корова, хто працював у колгоспі. Тепер дуже важко відновити історичну правду. Очевидцями є люди, які в період голодомору були ще малі і не так достовірно пам'ятають ті події. Вдалося зібрати лише відомості про шістнадцять сімей, у яких померли рідні в 1932—1933 роках. Хоч, за твердженнями опитаних очевидців, у нашому селі Дмитрушки голод забрав до тисячі життів. Найбільше серед них дітей.
Подолянець Григорій розповідав, що у його сусіда Пентюка Павла померло чотири синочки, а в Духніцьких — аж дев'ятеро дітей. І так майже в кожній сім'ї. Жертвами голодомору, у першу чергу, ставали також люди похилого віку. Розповідають, що в селі були випадки людоїдства. Сисовська Марія Яківна згадує, що їй батьки наказували не йти додому через корчі (це частина села, яка заросла кущами, деревами), бо можуть зловити і з'їсти. Ще переказують, що у сім'ї Духніцького Артема зарізали і з'їли двох дітей — хлопчика і дівчинку, яких неначе залишив його брат. Ще дітей лякали Ліскою Петром. Кажуть, що він тоже різав людей і їв.
Ховали померлих спочатку на цвинтарі, а потім — хто де міг: на городах, у садках, за селом. З колгоспів виділяли підводу, яка звозила померлих. В селі до цих пір розповідають про такий випадок. Під'їхала ця підвода до хати Кузьменка Григорія Юхремовича, побачили, що він зовсім уже доходить та й кажуть йому :
- Давай на воза, бо ми знову по тебе не будемо їхати!
Закинули його на воза та й повезли на цвинтар, а проїжджали біля криниці (це та криниця, що нині біля дитячого садка) і він попросив, щоб дали напитися води. Їздові витягли свіжої води, напоїли Григорія Юхремовича, а тут ще по дорозі нагодилася його родичка, яка йшла з Умані і дала йому окраєць хліба. Так він підкріпився і вже той віз смерті його не забрав.
За розповідями місцевих жителів, у селі загинуло дуже багато людей під час голодомору, оскільки воно було велике. Кажуть, що велика могила була на вулиці, яка нині носить назву Садова, де проживає сім'я Дзюби М. Я., збереглася могила сім'ї Пентюків по вулиці Першотравневій у дворі, де нині мешкає Миронюк Г. М.

### Село перед Другою світовою війною
В 1934 році, у Дмитрушках вже повністю було завершено колективізацію. У 1935 році партійна школа направила в село Сивака Семена Артемовича. Спочатку він був дільничим господарства, яке тримала в селі партшкола. А в 1936 році Сивак став головою колгоспу, а пізніше — головою сільської ради. Це був перший комуніст на селі. В 1937 році колгосп очолив Каган Яків Семенович, при якому почало розвиватись тваринництво. У цьому ж році зібрали пшениці з 1 га по 30 ц, і дали людям по 5 кг хліба. За це 15 лютого 1937 року Каган Я. С. був репресований і засуджений на 12 роців позбавлення волі.
У 1938—1939 роках в колгоспі імені Ворошилова було 40 корів, 200 свиней, 250 коней, 500 курей. В селі були організовані молодіжні ланки. Полеводом та бригадиром цих ланок був Дубчак Ф. І. В цей час в країні поширився рух п'ятисотинець. Їх організатором була Осперовська Станіслава, яка зібрала по 500 ц з 1 га цукрових буряків. Однією з перших ударниць нашого села була Заболотня Марія Леонтіївна. Вона включилась в соціалістичне змагання по вирощуванню цукрового буряка і взяла зобов'язання виростити по 507 ц з 1 га. Вона була послана на зліт п'ятисотиннець, що відбувся в місті Києві. За ударну працю Марію Леонтіївну нагородили грошовою премією, бібліотечкою книг.
У 1937 році в м. Черкасах відбулася зустріч Заболотної М. Л. з Марією Демченко, яка розповідала про свій досвід вирощування цукрових буряків. З 1934 по 1947 роки Марія Леонтіївна працювала ланковою. Так жили дмитрущани, працювали, раділи новим успіхам. Та прийшов час, коли потрібно було залишити все і стати на захист Батьківщини.

### Окупація села нацистами
Німці вступили в село Дмитрушки 1 серпня 1941 року. В'їхали на мотоциклах. І почали хазяйнувати: виводити з хлівів коней, виганяти свиней, ловити курей, вимагати «масли, яйки, млеко». Водили жінок під дулами наганів по коморах, льохах — шукали сала. Перекладач чистою українською мовою сказав: «Німецький генерал хоче українського сала».
Почали встановлювати свої порядки. Увели комендантську годину, за якою заборонялося ходити вечорами. Вікна в хатах заборонялось закривати, ніде не палити світла. Проводили облави, ловили дівчат і хлопців, і відправляли в Німеччину, як робочу силу. Інших виганяли на роботу в поле, на будівництво, на аеродром, розчищати дороги, копати окопи та інше.
Німецьким наставником в Дмитрушках був Шнайдер, рудий німець. Їздив на бричці з перекладачкою, з нагайкою в руках. Коли, наприклад, коло молотарки люди шукали причину, щоб не робити (то чомусь часто у машиніста Гайдамаки Олексія Платоновича глохла машина, рвався пас, забивався барабан), то він поціляв нагайкою того, хто відсварювався. Особливо сердився, коли селяни запізнювалися на роботу. Згадують односельчани такий випадок. Запізнилися чоловіки, а Шнайдер присікався: « Чого прийшли невчасно?». Хтось один попробував відшуткуватися, мовляв жінка не встигла зі сніданком, то нагайки получив і він, і жінка.
В Умані німці створили табір для військовополонених, який пізніше став відомим під назвою «Уманська яма». Вони дозволяли жителям навколишніх сіл допомагати полоненим продуктами. Так, жителі нашого села, чергуючись, возили щодня на підводах варево в бочках в табір. Одного разу Соболенко Наталка Леонтіївна, бабка Параска Миронівна Соболенко і Марія Амосіївна Соболенко після роздачі їжі полоненим, одягли одного полоненого в бабину кофтину, у Маріїну хустку, а їздова Наталка дала в руки батіг і від'їхали. І так його врятували.
Заболотня Марія Леонтіївна пішла в сільську управу, взяла довідку на двох полонених, ніби-то вони родичі її чоловіка, які проживали в Москві, і їх відпустили з полону.
Старостою сільської управи був Дончук Зосим Іванович.
Соболенка Марія Амосівна разом із жінкою Мовчана Гната Давидовича пекла партизанам хліб. До Марії Амосівни часто з'являлися невідомі чоловіки. То були партизани-розвідники. А дід Абраменко Мартіян Устимович ремонтував партизанам взуття, яке йому приносив партизан Малишев Анатолій Сергійович.
Житель Дмитрушок Дзюба Федот найшов на полі дуже побитого полоненого, який утік з «Уманської ями». Німці його побили, бо він був політруком. Федот приніс його додому, ризикуючи життям і десять днів доглядав його. Але вилікувати не зміг — боєць помер. Поховав його на городі, під грушею.
Двох жителів села Дмитрушки, учителів Павленка Порфирія Семеновича та Шевченка Сергія Михайловича, закатували в гестапо. Павленка П. за те, що читав і роз'яснював людям на полі радянські листівки, які скидав наш літак.
Чорномаз Б., який досліджував діяльність оунівського підпілля на Уманщині в роки Другої світової війни вказує, що Шевченко С. М. та Павленко П. С. були членами підпільної групи і покарані німцями за національну діяльність.

### Визволення
Майже три роки село було під окупацією німців. Зимою (січень — лютий) 1944 р. на сході стояло велике червоне зарево і був такий гул, що в хатах дрижали шибки. Наближався фронт.
Недобиті німці в Корсунь-Шевченківському котлі рушили на Умань. Тут вони думали закріпитися і стягнули сюди всю живу силу і техніку. Особливо багато їх з'явилось на тій стороні, що від Пугачівки. Та в перші дні березня німці заметушилися. Видно було, що тікають. Ввечері 6 березня на східній стороні села німців уже не було. Всю ніч проти 7 березня точилася стрілянина з рушниць і автоматів. Рано 8 березня, десь біля 10 — ї години з поля через кожне подвір'я пробігли автоматники з криками « Ура!» На шосейній дорозі, де перетинаються вулиці Радянська і Червоноармійська зібралося багато людей, переважно жінки. І всі погляди були звернені в поле, у бік Пугачівки (тодішньої Ксендзівки). З'явились вершники. Попереду командир. Привітався з людьми. Поздоровив із Міжнародним жіночим святом 8 Березня і сказав: «Мы не дарим Вам цветов. Мы дарим вам свободу». Потім найстаріша жінка з гурту — баба Варка Тимофіївна Дончук піднесла йому на рушнику хліб і сіль.
Визволяли Дмитрушки частини 2-го Українського фронту маршала Конєва І. С.; 2-га танкова армія під командуванням генерала-лейтенанта Богданова Семена Ілліча; 16-й танковий корпус під командуванням Дубова І. В.; 52-та стрілкова армія під командуванням Коротаєва К. А. Її дивізії (31 — 818, 248 стрілкові полки), (54 — 1239 стрілкові полки — командир Маньковський, стрілковий полк 861 під командуванням підполковника Каморіна).
Хочеться згадати один випадок. На початку березня грізного 1944 року танки 16-го танкового корпусу 2-ї танкової армії поспішали на Умань. В одному з танків знаходився штаб корпусу. На дмитрушківському полі зав'язався бій. Німці почали обстрілювати танки. Тут загинуло багато танкістів, а один воїн, замполіт танкового корпусу Вітрук А. А., дивом залишився живий.
Після війни Вітрук А. А. дослужився до генерал — майора і проживав у Москві. В 1985 році побував в селі, відвідав військовий музей, який було відкрито в місцевій школі.
А на политій кров'ю дмитрушківській землі виріс прекрасний сад, де, як солдати, рядами стали яблуні. А яблука на них червоні, як прапори перемоги, як символ крові полеглих героїв, як символ безсмертного життя, що проросло в яблунях. І щороку, поки жив Вітрук А. А., червоні слідопити школи посилали в Москву посилку яблук. Цей маленький подарунок був символом поваги до живих і пам'яті до мертвих.
На місці бою за село встановлено пам'ятний знак.
Хочеться згадати про жінку Прокопенко Галину Анатоліївну. Вона закінчила танкове училище і пішла на фронт. Служила в танкових військах. А після війни повернулася в село до мирної професії — доярки.
Героїчний подвиг О. Матросова повторив і наш земляк — Удод Олексій. Він кинувся під ворожий танк із зв'язкою протитанкових гранат і цим зберіг життя цілому підрозділу.
За визволення Дмитрушок трьом воїнам присвоєно звання Героя Радянського Союзу: Запорожцю Сергію Степановичу, Рибалку Василю Івановичу, Шаріпову Істмату (з Таджикистану).
457 чоловік пішло на війну, 274 — загинуло, 90 вдів залишилось після війни, 53 чоловіки захоронено в братській могилі на вулиці, яка зараз носить назву Червоноармійська. Це воїни, які визволяли село і загинули на полі, де відбувався бій, або померли від ран в госпіталі, який було влаштовано в хаті Соболенка Клима Петровича.
У 1970-х роках минулого століття під керівництвом учительки Соболенко Домнікії Леонтіївни почав працювати загін юних слідопитів «Пошук». Цей загін відшукав усі прізвища 53 воїнів, які поховані на Червоноармійській, і завів переписку з родичами похованих. З того часу, щороку, на День Перемоги в село приїздять гості — рідні і близькі воїнів-визволителів.

### Село після війни
Село почало своє мирне життя на руїнах, що залишились після фашистів. Своєю натхненною працею колгоспники нашого села не тільки відбудовували своє зруйноване господарство, але й забезпечили його всебічне піднесення. У 1946 році врожайність всіх зернових і бобових культур становила 5,3 ц/га, пшениці — 4,3 ц/га, жита — 6,4 ц/га, ячменю — 4,2 ц/га, проса — 12,8 ц, гречки — 1 ц, кукурудзи — 1,2 ц, великої рогатої худоби було 230 голів, корів 21 голова, свиней 15 голів, овець — 17 голів, коней — 137 голів, курей — 135 штук.
У 1949 році два колгоспи об'єдналися в один колгосп ім. Сталіна, головою якого обрали Лисенка Василя Семеновича. Упродовж багатьох років він очолював господарство, був незмінним головою колгоспу до 1976 року.
Життя дмитрущан покращало. Почалося в селі будівництво. Зведено адміністративну будівлю, школу. В 1950 році школа стала середньою, а в 1954 році був перший випуск учнів середньої загальноосвітньої школи.
В 1961 році закрито було сільську церкву.
Її будівлю добудовано і 1962 року тут відкрили сільський будинок культури. Щоб залучити сюди людей, на відкриття клубу запрошено хорову капелу «Думка».
На високий рівень піднялось сільське господарство. У 1966 році по колгоспу укомплектовано чотири рільничих бригади: 1 — садогородня, 2 — тракторні, за якими закріплені 1934 га землі.
Спеціалізацією колгоспу було тваринництво. В 1966 році добре попрацювали тваринники над збільшенням виробництва продуктів. Основна галузь колгоспу — свинарство. Крім основної галузі, у селі діяло дві молочнотоварні ферми.
За працю 138 працівників села були удостоєні високих нагород. З них двома орденами Леніна нагороджено Лисенка В. С. — голову колгоспу, орденом Леніна — Однороженко М. С., Одиноку М. С. — доярок, Коваль О. М. — завідувача тваринницької ферми, Тонкоглаз П. Г. — свинарку; Василенка І. К.- бригадира рільничої бригади, Василенко М. К., Дарієнко М. Г. — ланкових; орденом Червоного Трудового Прапора — Бевза І. Г., Коваль О. М.; орденом «Знак Пошани» — Лисенко В. С., Квітко О. В.; орденом Жовтневої Революції — бригадира рільничої бригади Бевза І. Г., доярку Прокопенко Г. А.
У 1970 році розпочалося будівництво комбікормового заводу. В цьому будівництві взяли участь всі колгоспи району. В 1972 році завод почав працювати: відкрився цех по виробництву кормів, а в 1973 році — цех по виробництву трав'яного борошна. Першим керівником заводу був Запорожець Саватій Тодосійович. Його справу продовжив Василенко Василь Григорович. З 1982 по 1984 рр. керував Єдін Валентин Андрійович. З 1984—1999 — Кривий Олександр Васильович. З 1999 по даний час керує Кисіль Анатолій Іванович. Це керівник нової формації, який не стоїть осторонь від проблем села. За його допомогою проведено ямковий ремонт по вулиці Леніна. Завжди допомагає дмитрушанам у вирішенні всіх нагальних питань та фінансових проблем.
В 1971 році почала працювати нова середня школа, побудована колгоспом ім..ХХІІ з'їзду КПРС господарським способом.
У 1985 році, на базі школи, відкрито музей Бойової Слави, де зібрано матеріали про ветеранів, вдів, село під час окупації, героїв ВВВ Уманщини. Відкриття музею стало святом для всього села. На відкриття музею приїхав генерал — майор Вітрук А. А. Квітами була устелена дорога для ветеранів, які стали першими відвідувачами експозиції музею.
Діяла в селі дільнича лікарня. Приміщення її було побудовано в 1957-58 роках і до нині не збереглося. Працювало тут, навіть, родильне відділення.

## Населення
Населення за роками
1860 - 1402 особи, 
1900 - 2045, 
1972 - 2319, 
2001 - 2044,
2016 - 2060,
2023 - 1971,

### Мова
Розподіл населення за рідною мовою за даними перепису 2001 року:
| Мова            | Кількість | Відсоток |
| --------------- | --------- | -------- |
| українська      | 1997      | 97.70%   |
| російська       | 44        | 2.15%    |
| румунська       | 2         | 0.10%    |
| інші/не вказали | 1         | 0.05%    |
| Усього          | 2044      | 100%     |

## Сьогодення
Наразі в селі проживає 2080 жителів, з них: 567 пенсіонерів, 2 учасників бойових дій, 2 вдови загиблих військовослужбовців Другої світової війни, 15 учасників ліквідації аварії на Чорнобильській атомній станції, 26 одиноких пристарілих, 360 дітей віком до 18 років.
До вересня 2013 року виконком сільської ради очолював Присяжнюк Андрій Адамович. За його керівництва на сільському кладовищі встановлено пам'ятник жертвам голодомору.
3 вересня 2014 року на посаду сільського голови був обраний Нагорний Сергій Дмитрович.
За ініціативи жителів села в мальовничому куточку центрального парку було обладнано чудовий дитячий майданчик.
На сьогодні, на території села населенню доступні послуги відділення зв'язку «Укртелекому», 2-ох перукарень, аптеки, комунального підприємства «Дмитрушки», 7-и магазинів.
Приватним підприємництвом займаються 17 жителів села. Не є проблемою переміщення із села до міста Умань. Маршрутом курсують 2 нові автобуси, через кожні 40 хв. Для фізичного розвитку молоді надано стадіон, спортивні майданчики біля школи, обладнаний спортивний зал. Більшість дмитрущан — християни, для них діє церква святих Петра і Павла.
Святим обов'язком кожного жителя — зберегти пам'ять про тих, кого вже немає з нами. Полеглим солдатам у роки війни встановлений обеліск Слави, дві Братські могили. Про втрати в часи Голодомору нагадує пам'ятний знак, що стоїть на кладовищі.
Більшість працюючого населення задіяно в місцевих господарствах: приватне підприємство «Дмитрушки», ПрАТ «Уманське племпідприємство», товариство «Вітанко», КП «УМППВК» (комбікормовий завод).

### Приватне підприємство «Дмитрушки»
Колгосп ім. XXII з'їзду КПРС в 1992 році реорганізовано в КСПП «Дмитрушки», а в 2005 році на його базі створене приватне сільськогосподарське підприємство «Дмитрушки».
В даний період на підприємстві працює 62 працівники. Всі вони обслуговують тракторну бригаду, ферму, млини, проводять ремонтні роботи на об'єктах. В тракторній бригаді працює 7 механізаторів, на чолі з досвідченим інженером Чижем П. І. Ферму обслуговують 17 осіб, завфермою — Ващенко С. С.. Працює автопарк — 11 водіїв.
Вже більше 20 років підприємство очолює досвідчений керівник — директор Рубаненко Василь Анатолійович.

### Відкрите Акціонерне Товариство «Уманське племпідприємство»
Станція штучного осіменіння сільськогосподарських тварин була створена в 1957 році на базі виробничих приміщень Уманської райветлікарні.
З часу реорганізації Уманського міжрайплемоб'єднання в племпідприємство стала проводитися селекційно-племінна робота та штучне осіменіння великої рогатої худоби в 5 адміністративних районах: Уманському, Христинівському, Монастирищанському, Маньківському, Жашківському.
В цих районах обслуговувалось 149 господарств, де було організовано 205 пунктів штучного осіменіння корів і телиць, у тому числі 104 лабораторії по племінній роботі та штучному осіменінню с/г тварин.
13 лютого 1997 року «Уманське племпідприємство» було переіменовано у Відкрите Акціонерне Товариство «Уманське племпідприємство», з часом — ПрАТ «Уманське племпідприємство».
ПрАТ «Уманське племпідприємство» спеціалізується по вирощуванню племінної великої рогатої худоби симентальської породи австрійської селекції м'ясного напрямку продуктивності і племінного свинопоголів'я великої білої породи та племпослуги сільськогосподарським підприємствам і населенню в організації та проведені штучного осіменіння маточного поголів'я.
М'ясним скотарством ПрАТ «Уманське племпідприємство» займається з 1994 року. Спочатку займалися розведенням вітчизняної симентальської худоби, а в 1996 році було завезене високоякісне поголів'я м'ясних сименталів з Австрії у кількості 70 нетелів і 10-ти бугаїв-плідників. З цього часу розпочалася цілеспрямована робота щодо розведення симентальської худоби австрійської селекції. Серед наявного поголів'я більшість тварин мають м'ясний напрямок продуктивності. Разом із тим, є тварини, які добре поєднують у собі комбінований, молочно-м'ясний тип.
Згідно наказу Міністерства аграрної політики України та Української академії аграрних наук ВАТ «Уманське племпідприємство» отримало атестати про присвоєння статусів:
1. Племінний завод із розведення великої рогатої худоби симентальської м'ясної породи.
2. Племінний репродуктор із розведення свиней великої білої породи.
3. Контрольно-випробувальна станція з м'ясного скотарства 1 категорії.
4. Підприємство з племінної справи у тваринництві 1 категорії.

Підприємство має ліцензію видану Міністерством аграрної політики України на такий вид діяльності: виробництво, зберігання і реалізація племінних (генетичних) ресурсів, проведення генетичної експертизи та аномалії тварин.
Тварини, що належать ВАТ «Уманському плумпідприємству» на міжнародних виставках досягнень народного господарства завжди займають призові місця, їм присвоюють звання чемпіона породи.

### Товариство «Вітанко»
З часу створення займалося вирощуванням страусів. Це нова галузь птахівництва в Україні. Про доцільність впровадження такого господарювання свідчить його розвиток у передових країнах світу.
У грудні 2004 року на Дмитрушківську землю був завезений перший екзотичний птах та покладено початок заснування товариства. В цього виду птиці практично використовується все: пір'я різних форм та кольорів, роговиця ока — в протезуванні, кігті — у виробництві діамантів. Особлива увага звертається на шкіру, вона водонепроникна, з неї виготовляють одяг, взуття, жіночі шкіряні вироби. М'ясо страуса не містить холестерину, легко піддається кулінарній обробці.
Директор даного товариства, Селецький Віталій Павлович, переконаний, що ця високорентабельна галузь у подальшому дасть можливість створити не один десяток робочих місць.

### Дитяча установа «Каштан»
На території Дмитрушківської сільської ради діє дошкільний навчальний заклад «Каштан», у якому працюють ясельна та дві дошкільні групи. Охоплено навчанням 62 дітей.
Навчально-виховний процес із дітьми здійснюють 7 педагогічних працівників: 2 із них мають вищу освіту, 5 — середню спеціальну. Очолює цей колектив Захаренко Надія Анатоліївна.
Педагогічний колектив дитсадка наполегливо працює над впровадженням у життя завдань «Базового компоненту дошкільної освіти» та Закону України «Про дошкільну освіту». Кожна вікова група естетично оформлена, обладнано постійні і змінні осередки, виготовлено ігрові модулі, зони усамітнення, куточки по ознайомленню дітей із космічним простором.
Малята всі свята святкують у музичному залі, що має відповідне оформлення. Тут є телевізор, музичний центр, магнітофон, тобто все необхідне для роботи з дітьми і для організації їх дозвілля.
Своїми талантами прикрашають вихованці дошкільного закладу всі святкові дійства, що проводяться на території села.

### Дмитрушківський ліцей
До 1918 року в с. Дмитрушки діяло дві школи. З 1890 року по 1917 рік у селі діяла початкова школа, церковноприходська зі строком навчання три роки, у якій навчалось 50—70 учнів. Школа була підпорядкована церкві, керував нею священик. Навчально-виховний процес спрямовувався на вивчення математики, природознавства, слов'янських мов та церковних законів.
В 1903 році побудовано новий будинок церковноприходської школи (нині на цьому місці — шкільний сад). В 1914 році вступило в дію приміщення земської школи. Чотирикласна школа була, порівняно з церковноприходською, краще укомплектована: швейна машинка, картини з природознавства.
В 1922 році дві школи було об'єднано і утворено школу з семирічною освітою. Навчання проводилось бригадним методом: І—III класи навчались у приміщенні церковно — приходської школи, IV—VII класи — в земській (нині будинок культури). Завідувачем школи став А. К. Духніцький. Більшість учителів закінчили учительський інститут або духовну семінарію. Учителі Петро Васильович Нестеровський (інвалід громадянської війни) та Олександр Назарович Сорока організували гуртки художньої самодіяльності учнів, а пізніше Олександр Назарович Сорока став керівником академічної капели «Думка» в м. Києві.
У 1934 році школа була реорганізована із семирічної в неповну середню. У 1935—1936 роках учительський колектив поповнився групою вчителів-комсомольців із педагогічного технікуму та учительського інституту.
Перед Другою світовою війною в школі навчалось 97 учнів. Коли почалась війна, у селі з учителів залишились Гриць Климович Запорожець і Григорій Фотійович Мовчан. За вказівкою А. К. Духніцького, сторож школи Олексій Романович Марунчак взяв на облік весь шкільний інвентар і роздав жителям села під розписку. Шкільний архів і книги було замуровано в одній із груб у класній кімнаті. Все це в 1944 році, після вигнання з села німецько-нацистських загарбників, було повернуто у школу. Жителі села позносили всі парти, вони також були роздані сторожем під розписку. Олексій Романович Марунчак за сумлінну роботу техпрацівника був першим в Україні нагороджений значком «Відмінник народної освіти».
З приходом німців в село А. К. Духніцький і Г. К. Запорожець категорично відмовились (їх не раз викликали) працювати в школі, мотивуючи відмову похилим віком. І. Ф. Мовчан дав згоду, але, так як вчителів більше не було, то школа припинила роботу. І почала працювати лише 1 вересня 1944 року.
З 1970 по 1982 роки директором школи був Сісецький Борис Михайлович, заступником — Чоботар Надія Василівна, організатором із позакласної роботи — Істоміна Марія Афанасіївна. У цей період завершується будівництво нового приміщення Дмитрушківської середньої школи і 23 лютого 1971 року педагогічний, учнівський та батьківський колективи відзначили новосілля.
В 1982 році директором школи стала Потапенко Надія Петрівна, заступником — учасник, Великої Вітчизняної війни, Чорний Марко Кузьмович. За ініціативи і безпосередньої участі Надії Петрівни був створений музей Бойової слави та кабінет «Світлиця». Особлива увага приділялась національно патріотичному вихованню. Учителі брали безпосередню участь у проведенні позашкільних культурно-масових заходів, що сприяло зміцненню міжгалузевих відносин у селі та розвиткові культури.
З 1986 року директором школи протягом 17 років був Бондаренко Микола Андрійович. Під час керівництва Миколи Андрійовича було придбано перший у районі комп'ютерний кабінет. У 2002 році директором став Скуратівський Сергій Миколайович. У цей час у школі навчається 280 учнів у 14 класах-комплектах працює 32 учителі з вищою освітою. Учні займаються у сучасних кабінетах. 2003 року завезено новий комп'ютерний клас, обладнано комп'ютером бібліотеку. Цього ж року приміщення школи було газифіковано.
З 2005 року директором працює Мовчан Ніна Іванівна.
Наразі у школі у 11 класах навчаються 170 учнів, працює 27 педагогів та 15 осіб обслуговуючого персоналу. Усі учителі працюють за фахом. Освітній рівень педагогічних працівників становить 100 %.
Відповідно до навчального плану старша школа працює за профільними напрямками — суспільно-гуманітарним (правовий профіль) та природничо-математичним (екологічний профіль); з 5 класу передбачено вивчення англійської, польської та російської мов. Це дає можливість забезпечення лінгвістичної компетентності учнів та посилення конкурентоспроможності школи. І це лише перші кроки до створення навчального закладу нового типу. У 8 та 9 класах поглиблено вивчається біологія. У школі функціонує комп'ютерний кабінет, локалізований у єдину мережу з кабінетами адміністрації, методичним кабінетом, бібліотекою та підключено до мережі Інтернет.
У школі працює 13 шкільних гуртків (предметних та за інтересами), 5 гуртків художньо-естетичного циклу (філіал Бабанської музичної школи), 2 гуртки від центру дитячо-юнацької творчості, 1 гурток від клубу фізичної підготовки. 100 % учнів охоплені гуртковою роботою. 
Серед учителів школи 6 її випускників. Рівень педагогічної майстерності: вища категорія — 6 учителів, І категорії — 15, ІІ категорії — 4 та спеціалістів — 3. Педагогічний стаж більшості учителів складає понад 10 років.

### Лікарська амбулаторія
Дільничну лікарську амбулаторію очолює головний лікар Гнилиця Іван Афанасійович. Дана установа є першим закладом в Уманському районі, у якому медична допомога надається за принципом загальної практики сімейної медицини.
Амбулаторія має першу атестаційну категорію. Вона розрахована на 35 відвідувань в зміну та має 10 ліжок денного стаціонару. Прийом ведуть 3 лікарі, працює 5 середніх медпрацівників. Дмитрушківська лікарська амбулаторія має високі показники діяльності. 98 % населення села охоплено вимірюванням артеріального тиску, 87,4 % жінок обстежено цитологічно, 100 % оглянуті ті категорії населення, які підлягають періодичним оглядам.
В 2006 році в селі не зареєстровано запущених випадків онкологічної патології.
Приміщення лікарської амбулаторії не з нових, проте має задовільний стан, працює газове опалення, централізоване водопостачання, забезпечене телефонним зв'язком.

### Петропавлівська церква
Будівництво храму було розпочато в 1905 році, освячення відбулось 7 липня 1910 року, а перше урочисте богослужіння 12 липня на день святих апостолів Петра і Павла. Будівля створена в стилі руської архітектури, мала прекрасний купол і чудову дзвіницю, дзвони якої закликали своєю мелодією людей до Бога. У 1935 році церква була закрита, а дзвіниця розвалена та розкрадена. Але в важкий час для нашого народу, у роки Великої Вітчизняної війни, у 1941 році храм знову відкрив свої двері для парафіян. 20 років дмитрушани насолоджувались молитвою в храмі, ніхто не міг збагнути, що храм знову заберуть. З 1961 по 1992 рік закривається сторінка дмитрушківського храму. Деякий час в ньому зберігають колгоспне зерно, а з 1962 стає сільським клубом та зазнає ще більшої руйнації.
Та настали часи духовного відродження людства. Завдяки зусиллям віруючих людей храм святих Петра і Павла повернуто прихожанам. Дотепер ведуться реставраційні роботи, відбудована дзвіниця, яка має висоту 34 м та 14 дзвонів.
На освяченні дзвіниці був присутній Владика Черкаський Софроній. Архієрейськими нагородами були відзначені люди, які брали активну участь у роботах по відновленню церкви — Мацаца М. М., Бебешко П. С., Давидяк В. П., Мовчан В. К.
Настоятелем церкви Петра і Павла є отець Анатолій.

### Сільський будинок культури
Сільський будинок культури з 1992 року почав працювати в будівлі колишньої земської школи. Тут діє також сільська бібліотека, книжковий фонд якої нараховує сьогодні 5725 примірників книг. Бібліотеку регулярно відвідують 650 читачів дорослих та дітей. Завбібліотекою — Давидюк Ларисою Федорівною — постійно проводяться масові заходи, що сприяють популяризації книги. Культпрацівники с. Дмитрушки — майстри створення доброго настрою, здатні залучити людей до колективного відпочинку, організувати їх спілкування. При будинку культури працюють 7 гуртків художньої самодіяльності, учасниками яких є 70 осіб.
Багато років при СБК діє хор, який у 2006 році по праву одержав звання «Народного аматорського колективу». Учасники його — люди різного віку, різних професій та всіх їх поєднала любов до пісні.
Особлива увага приділяється вшануванню та відзначенню історичних дат, державних свят.
Протягом багатьох років директором будинку культури є Копернак Петро Федорович.

## Галерея

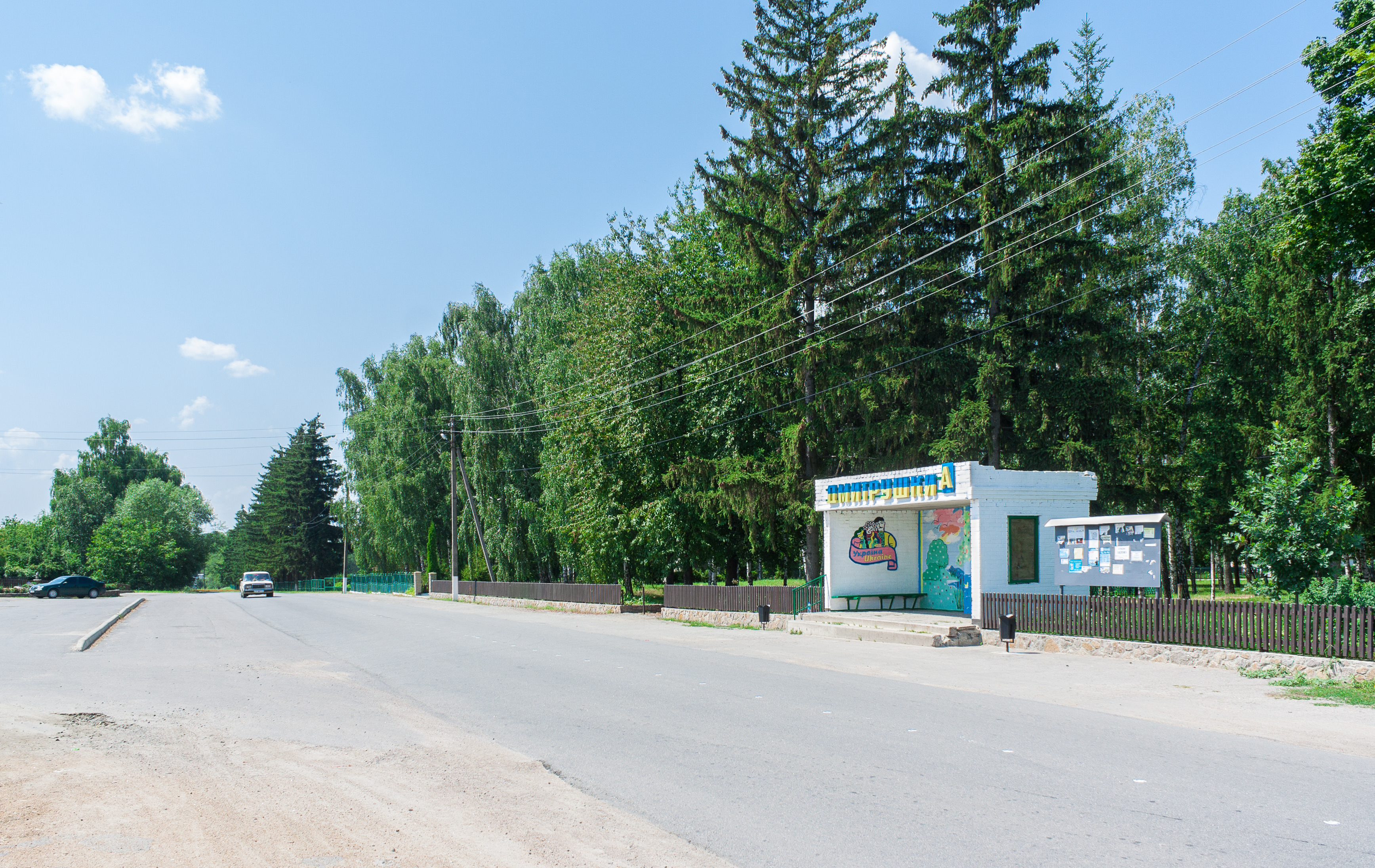
Центр села
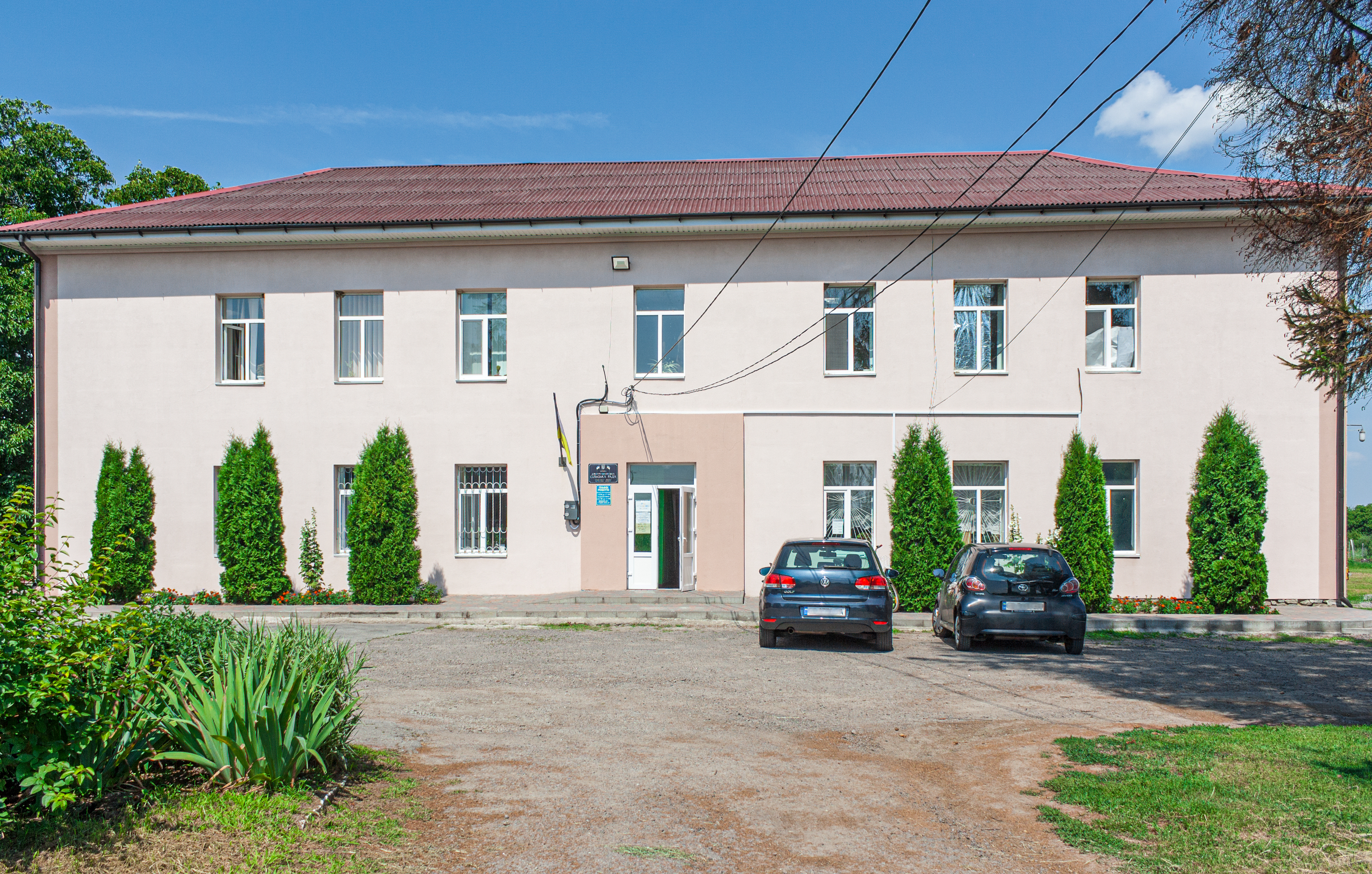
Сільська рада
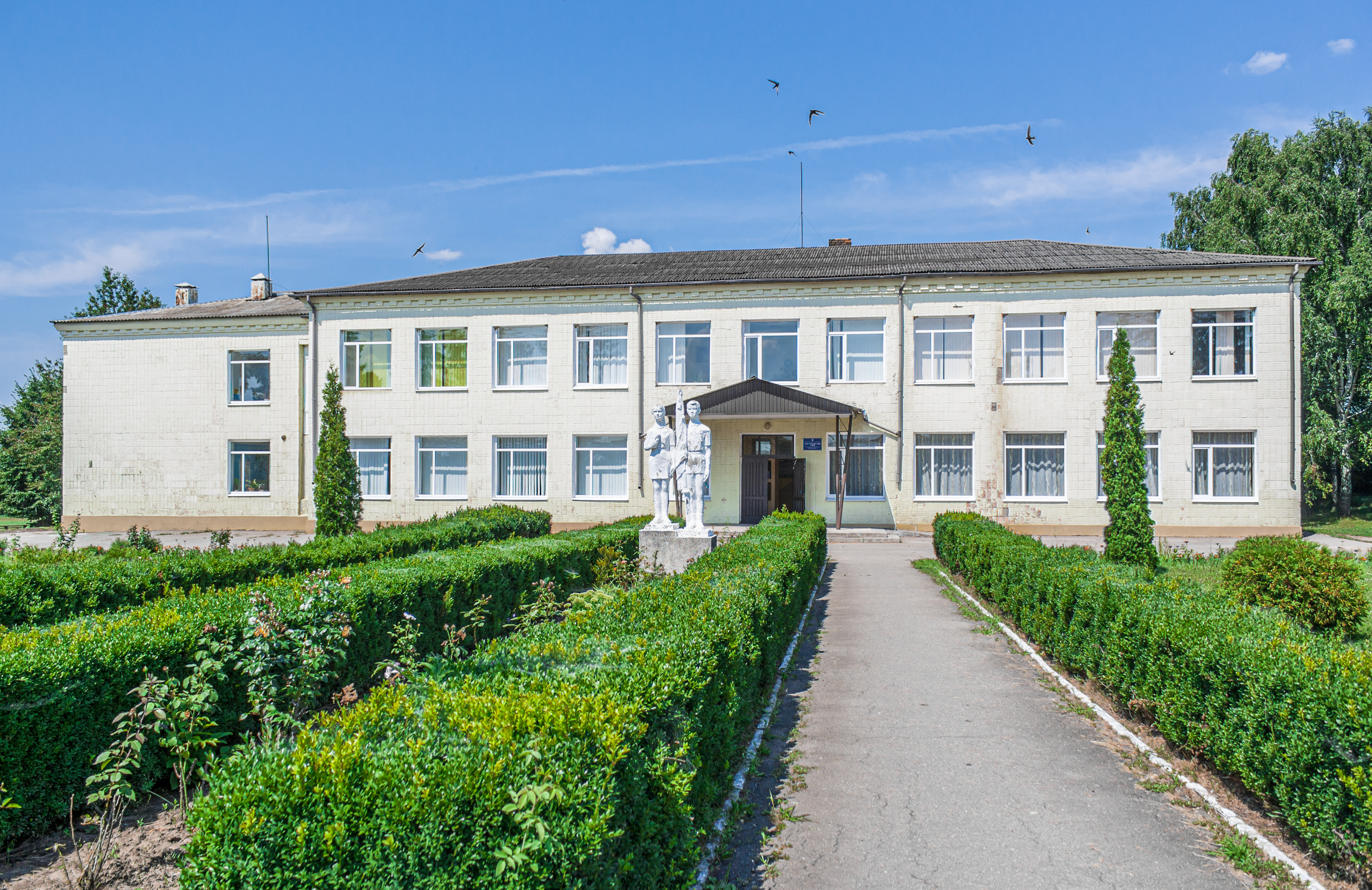
Школа
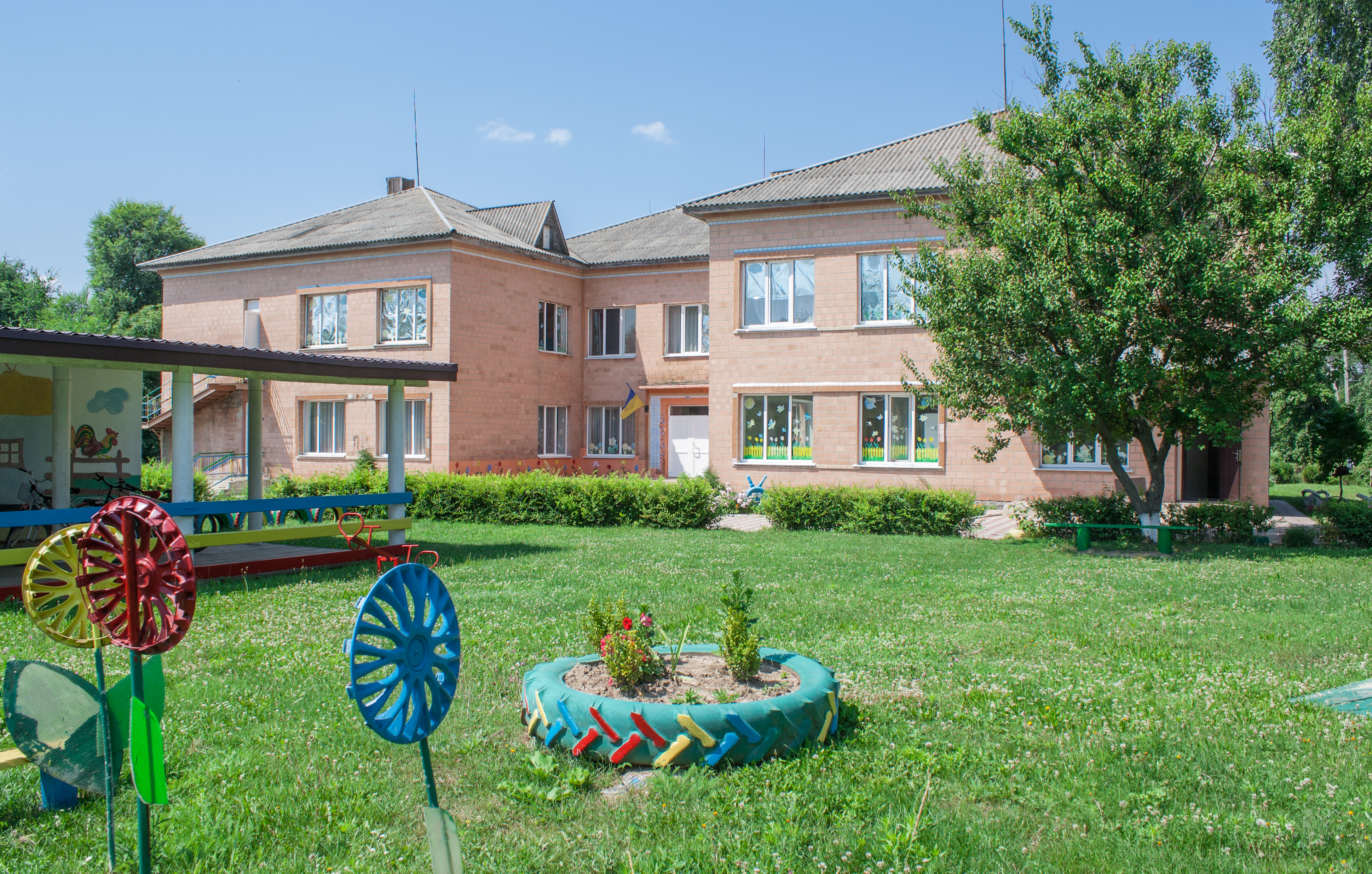
Дитсадок
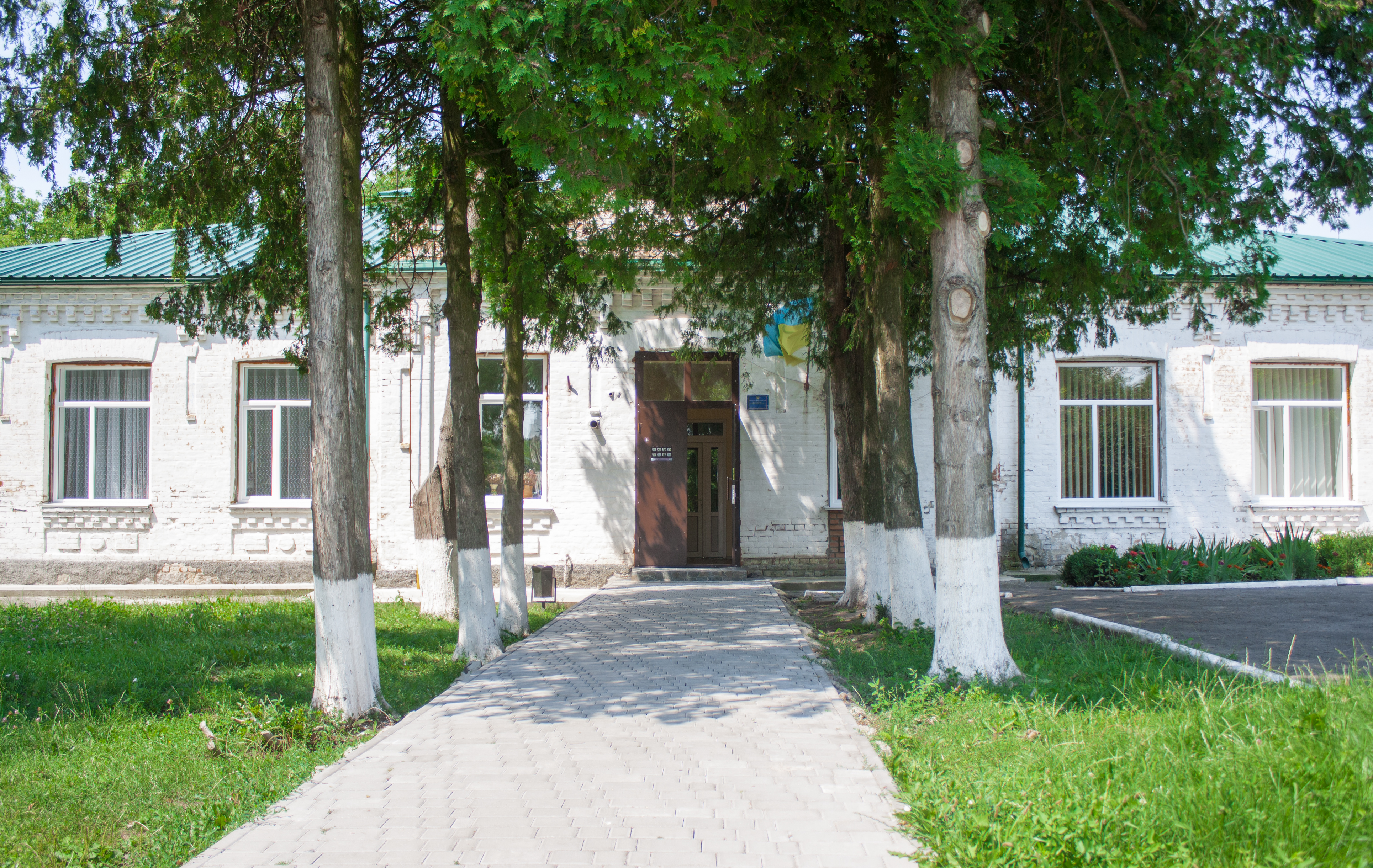
Будинок культури
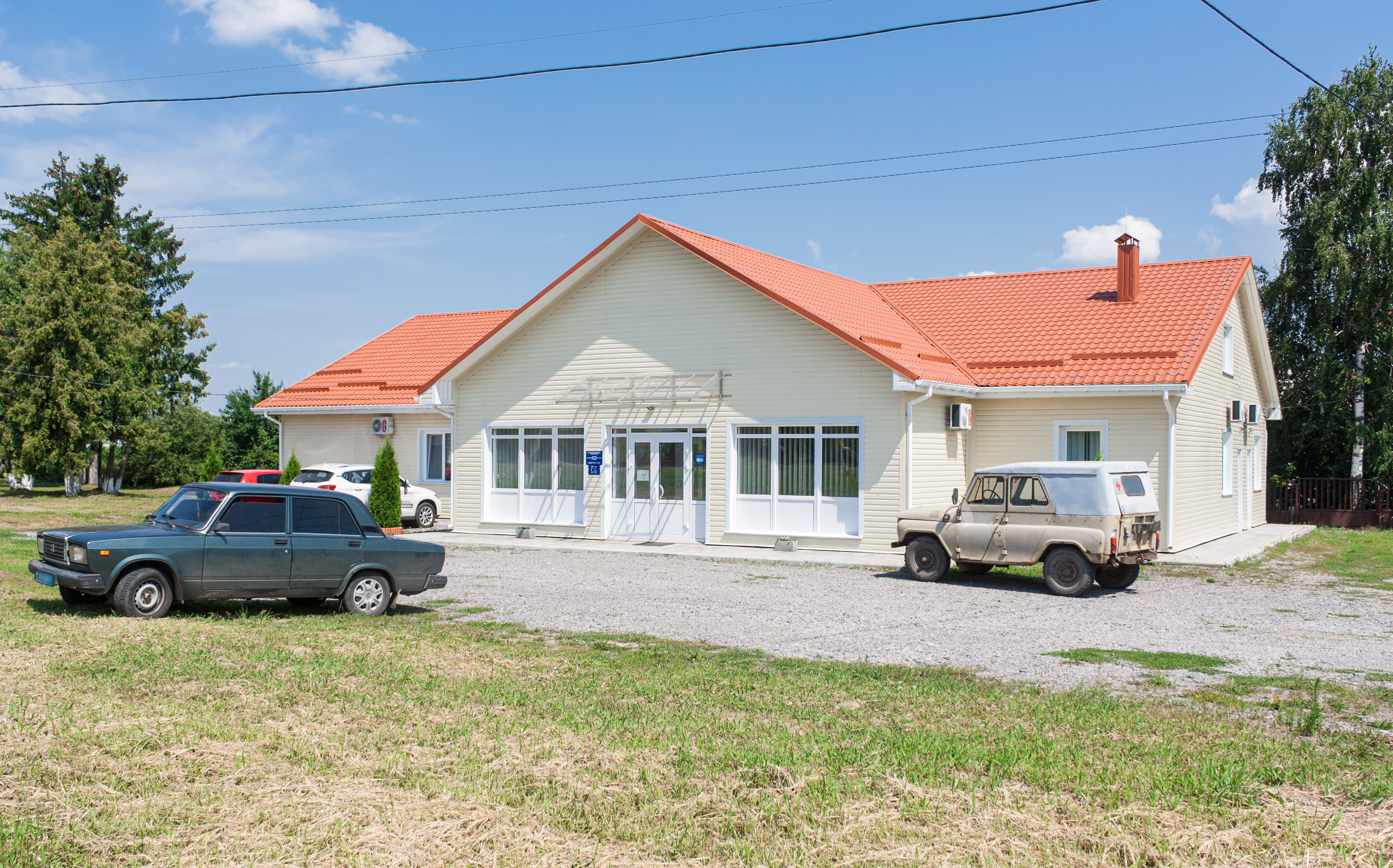
Амбулаторія
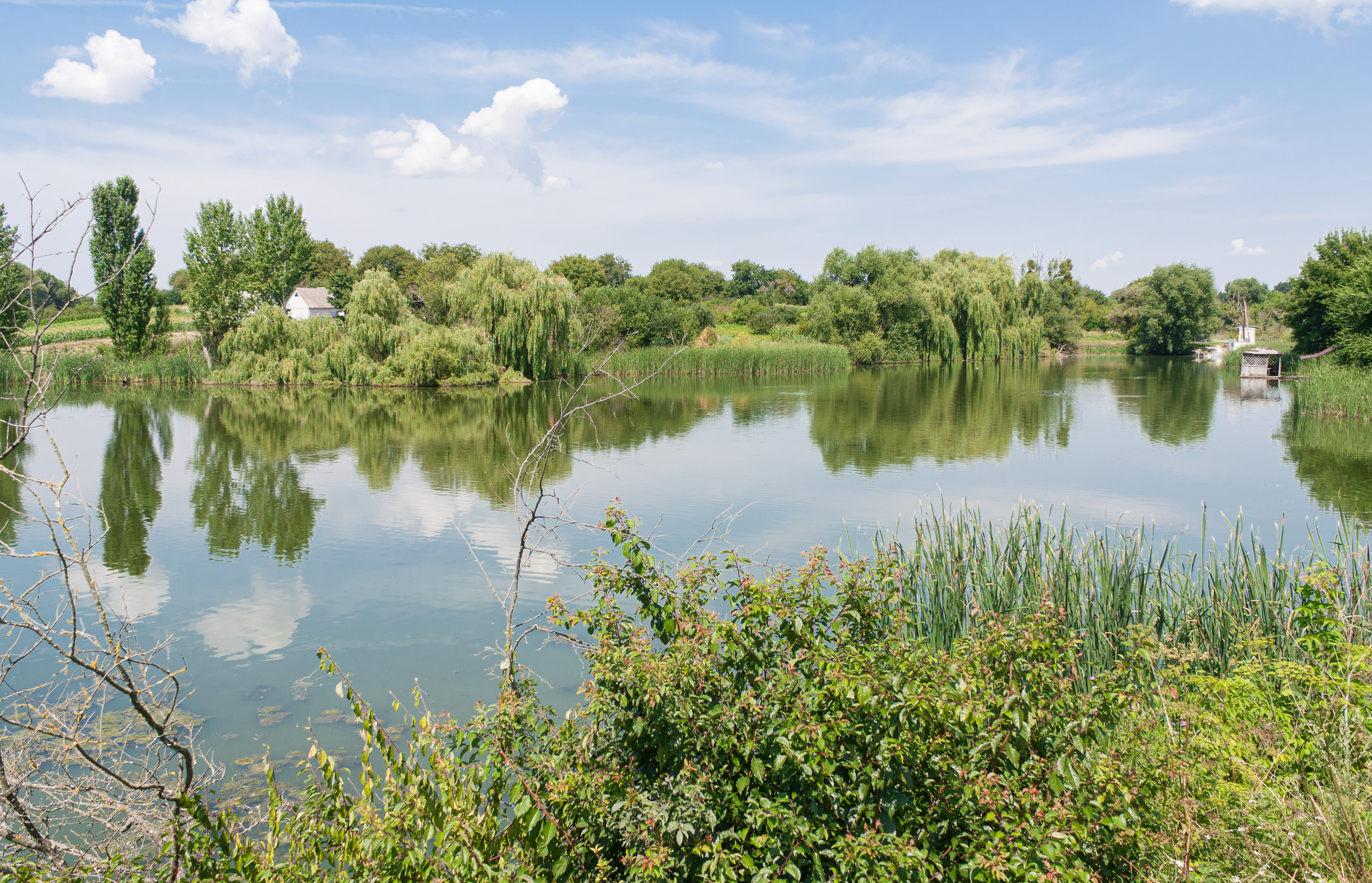
Ставок
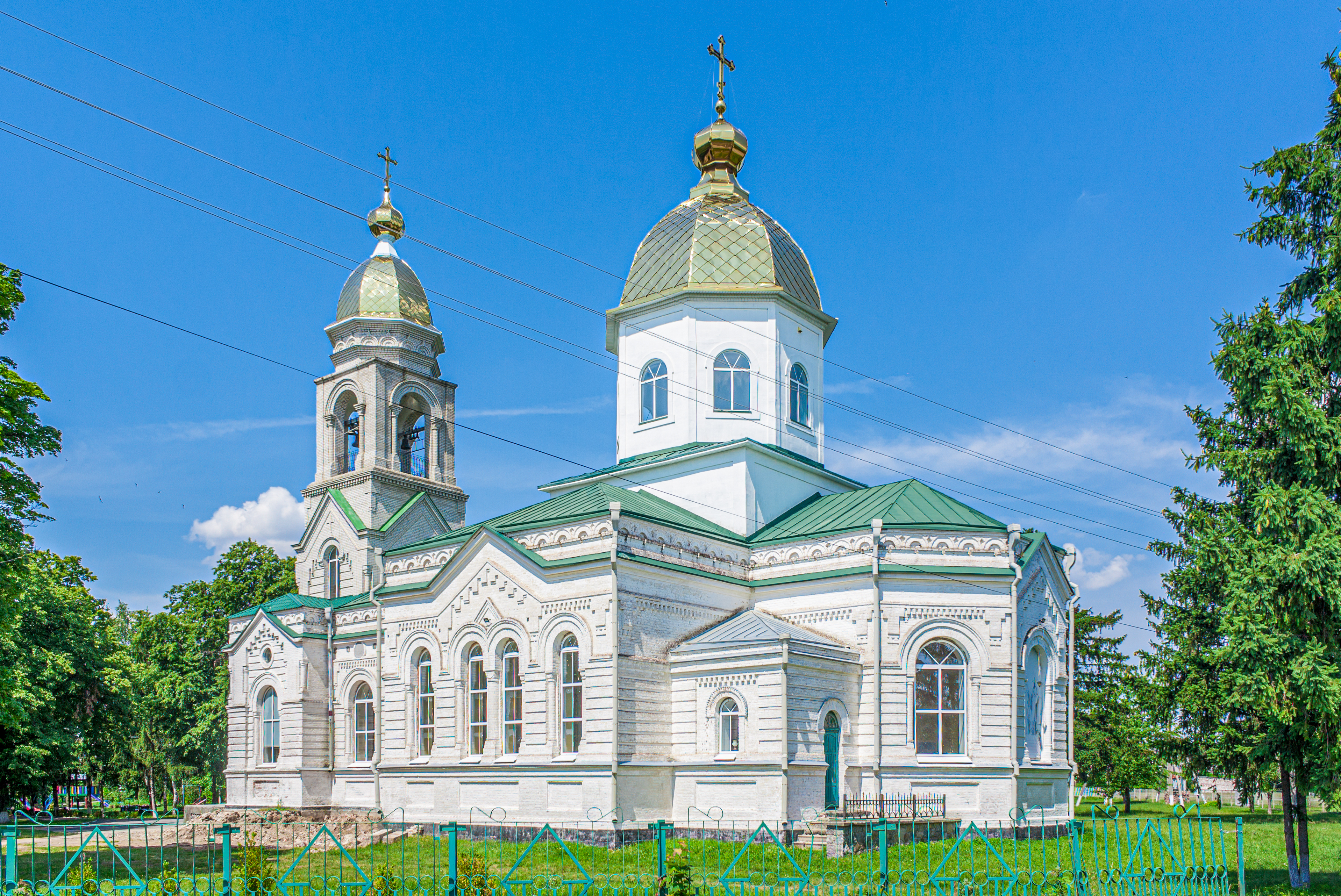
Церква Св. Петра і Павла (кін. XIX ст.)
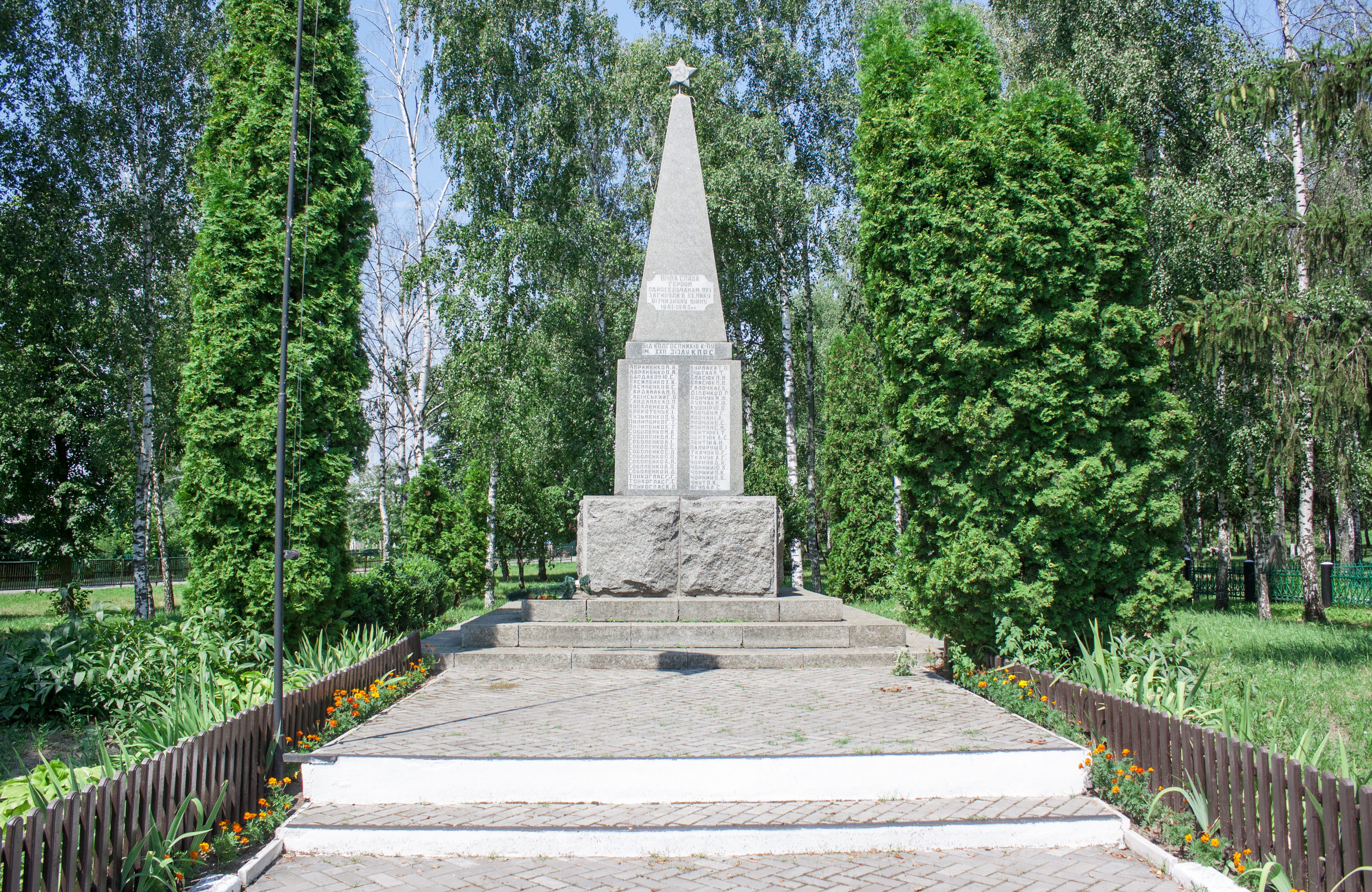
Пам'ятник воїнам-односельцям
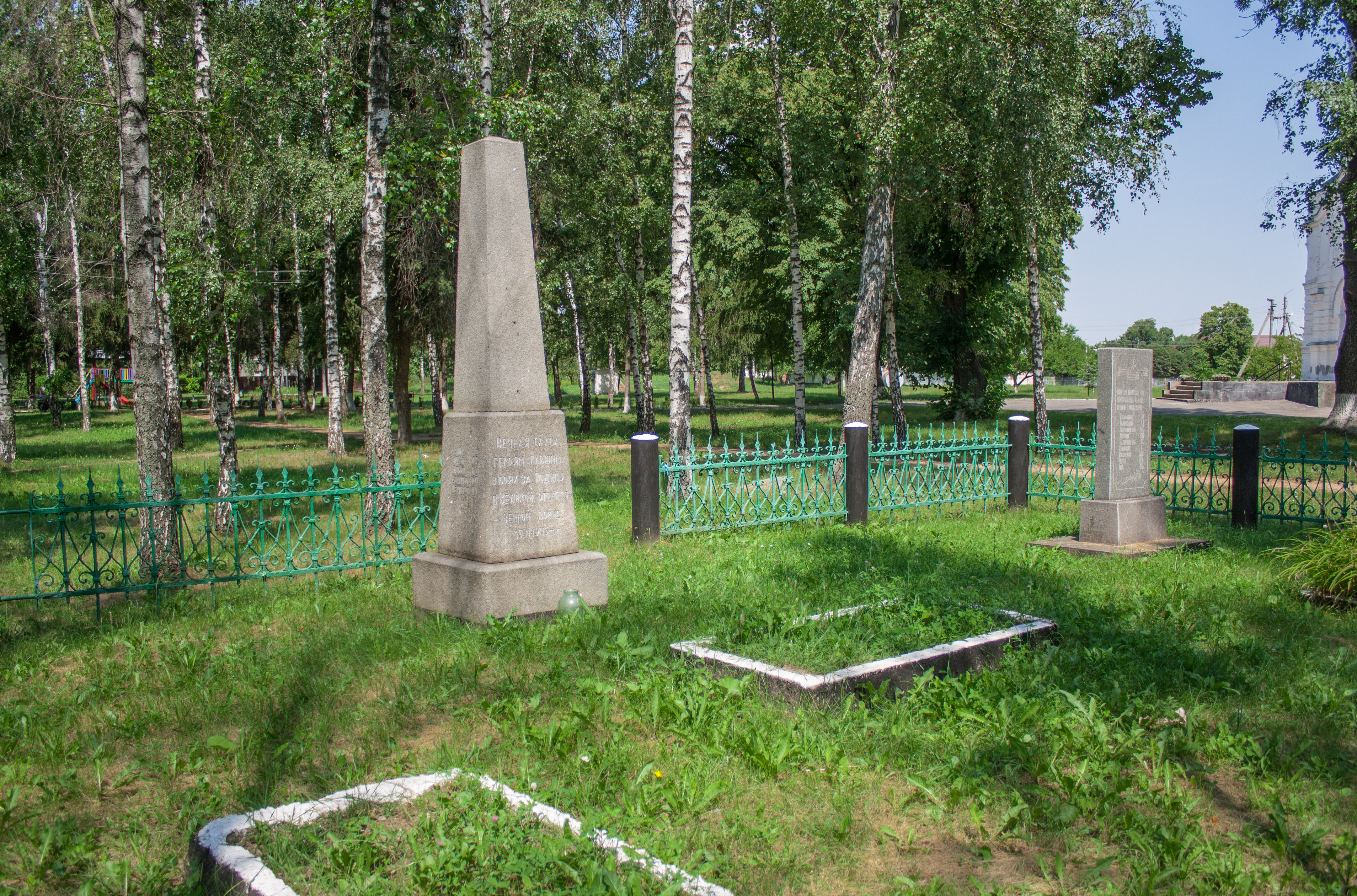
Братська могила радянських воїнів
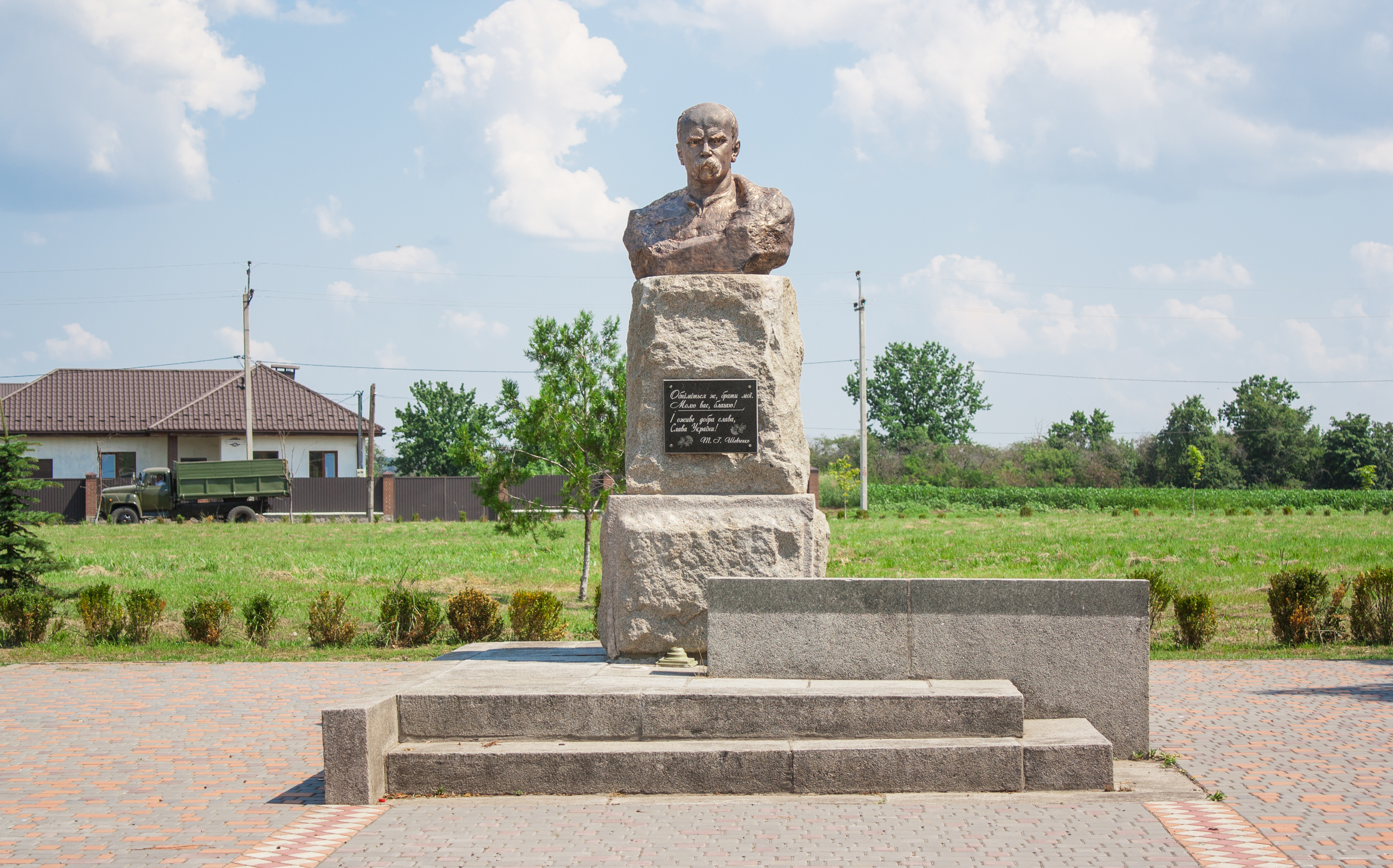
Пам'ятник Т. Г. Шевченку

## Використана література
- Голод 1932—1933 років на Черкащині. Документи і матеріали. — Черкаси. 2002. — 343 с.
- Історія міст і сіл УРСР. Черкаська область. — К.,1972. — 897 с.
- Нарис історії Уманщини (з найдавніших часів до 60-х років ХХ ст.): Монографія. — К., 2001. — 423 с.
- Мельниченко В. М. Моя Черкащина (історія рідного краю від найдавніших часів до сучасності): навчально — методичний посібник для вчителів та викладачів навчальних закладів усіх типів. — Черкаси: «Вертикаль». 2006. — 232 с.
- Черкащина в період Великої Вітчизняної війни 1941—1945 рр. Збірник документів та матеріалів. Черкаси: Брама — ІСУЕП.2000. — 208 с.
- Чорномаз Б. Д. Діяльність національно- патріотичного підпілля на Уманщині у 1941—1945 роках: Монографія, Уманське видавничо- поліграфічне підприємство. 2002. — 401 с.
- Жук П. М., Захапрченко В. І., Рубцова В. Г., Кривенко С. І., Давиденко В. О. Реабілітовані історією. Черкаська область: Видавництво «Тясмин».2004. — 500 с.
- Матеріали Уманського районного архіву, фонди № 404,№ 411, № 513